# Vallerois-Lorioz
Vallerois-Lorioz é uma comuna francesa na região administrativa de Borgonha-Franco-Condado, no departamento de Alto Sona. Estende-se por uma área de 6,31 km². Em 2010 a comuna tinha 409 habitantes (densidade: 64,8 hab./km²).